# Alfonsa dell'Immacolata Concezione
Alfonsa dell'Immacolata Concezione, al secolo Annakutty Muttathupadathu (Kudamaloor, 19 agosto 1910 – Bharananganam, 28 luglio 1946), è stata una religiosa indiana della congregazione delle francescane clarisse. Beatificata nel 1986, è stata proclamata santa da papa Benedetto XVI nel 2008.

## Biografia

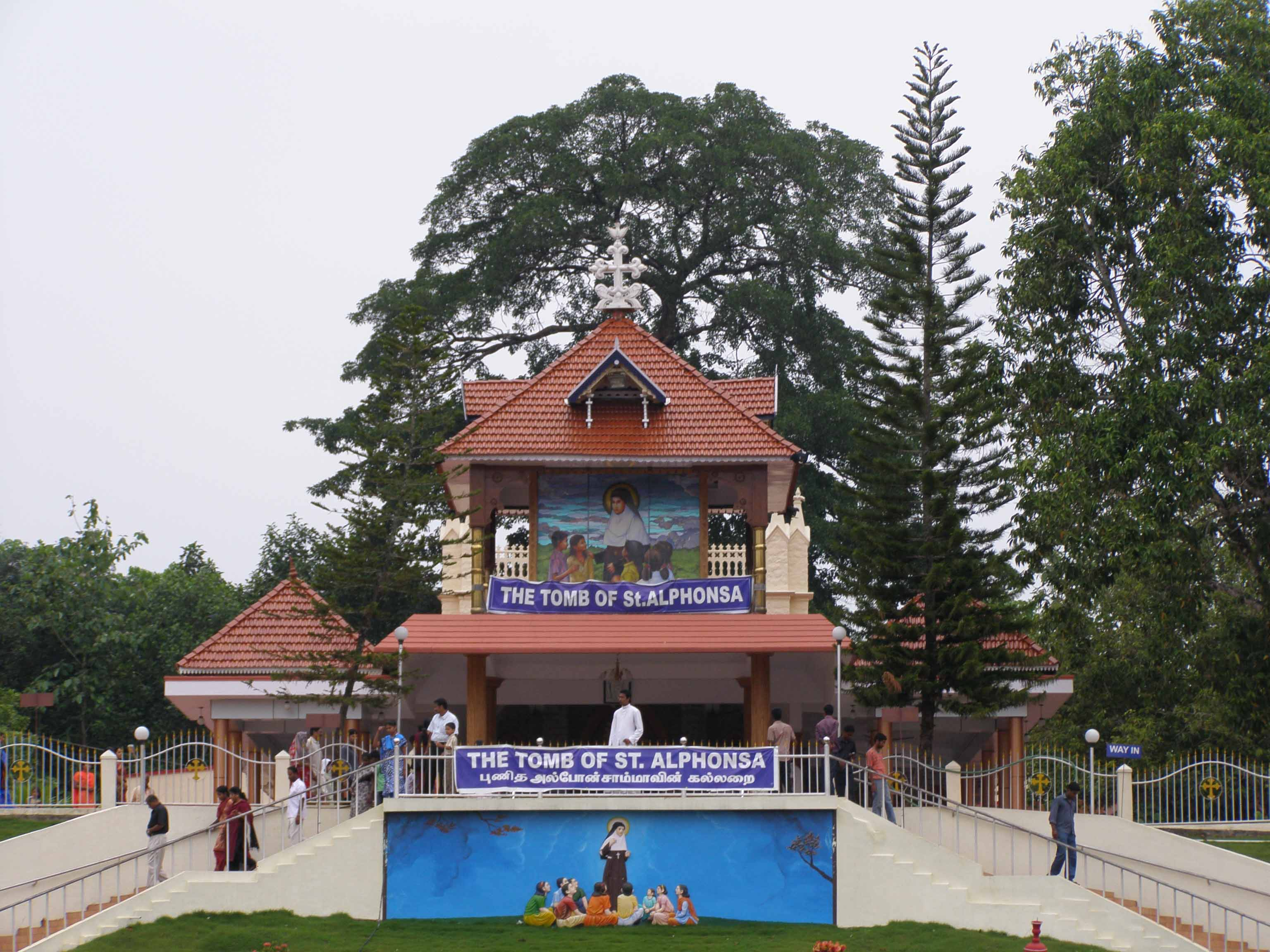
Tomba di sant'Alfonsa a Bharananganam

Nata in India fu battezzata con il nome di Annakutty, secondo il rito siro-malabarese. Divenne presto orfana allora fu educata da una zia materna e dalla nonna. Nel 1927 entrò nella congregazione delle francescane clarisse e nel 1931 emise i voti temporanei. Poi nel 1936 i voti perpetui dedicandosi subito all'insegnamento, ma dovette lasciarlo per gravi motivi di salute che dopo lunga e travagliata sofferenza la portarono alla morte nel 1946.

## Culto
La sua tomba a Bharananganam è divenuta meta di pellegrinaggi da parte dei cristiani. Giovanni Paolo II durante il suo viaggio in India la proclamò beata, a Kottayam, l'8 febbraio 1986. Viene proclamata santa a Roma il 12 ottobre 2008 da papa Benedetto XVI, diventando la prima santa cristiana nata in India.